# Повертайся (фільм)
«Повертайся» — фільм 2010 року.

## Зміст
Ернесто і Марія – чудова пара. Та оскільки Ернесто трудоголік, Марія багато часу проводить із подругами, у яких, як зазвичай, чимало ідей. Розбіжності з чоловіком із приводу – заводити зараз дітей чи ні, штовхають Марію на експерименти. Під час сеансу гіпнозу у психотерапевта Марія впадає в транс і ніяк не може повернутися з нього, затримавшись десь в іншому житті. Вона уявляє себе принцесою королівства Наварра XV століття і чекає принца, за якого збирається заміж. Щоб повернутися до Марії, Ернесто доведеться відповідати її уявленням, навіть заговорити на складному баскському діалекті, яким тепер користується «принцеса».